# 伊東祐青
伊東 祐青（いとう すけはる/すけきよ）は、戦国時代から安土桃山時代にかけての武将。日向伊東氏の家臣。室の町上（伊東義祐の娘）との間に、祐益（伊東マンショ）・祐平など4人の子がいる。
元亀3年（1572年）の木崎原の戦いでは、本地原に陣をかまえ島津義弘と戦ったが敗れ、小林へ退却した。
天正5年（1577年）、島津氏の攻撃により伊東氏の支城・綾城が落城した際に戦死した。なお、『日向記』には主君の伊東義祐が豊後国へ逃げる際の供の中に祐青の名が記述されており、この逃げる道中において死去したとする説もある。